# Xylosma fawcettii
Xylosma fawcettii är en videväxtart som beskrevs av Ignatz Urban. Xylosma fawcettii ingår i släktet Xylosma och familjen videväxter. Inga underarter finns listade i Catalogue of Life.